# EN World
EN World是一个发布角色扮演游戏相关新闻和评论的英文站点，其前身是1999-2001年间开设的“埃里克·诺亚的龙与地下城第三版非官方新闻（Eric Noah's Unofficial D&D 3rd Edition News）”。
自2002年开始，每年的Gen Con展会便会联合EN World评选本年度最佳角色扮演游戏。此即Gen Con EN World RPG Awards奖项的由来，数年来有许多优秀的TRPG作品获此殊荣。